# Rue de Neufchâtel
La rue de Neufchâtel est une voie de la commune française de Reims.

## Situation et accès
Elle relie la place Luton à la sortie de la ville vers le nord.

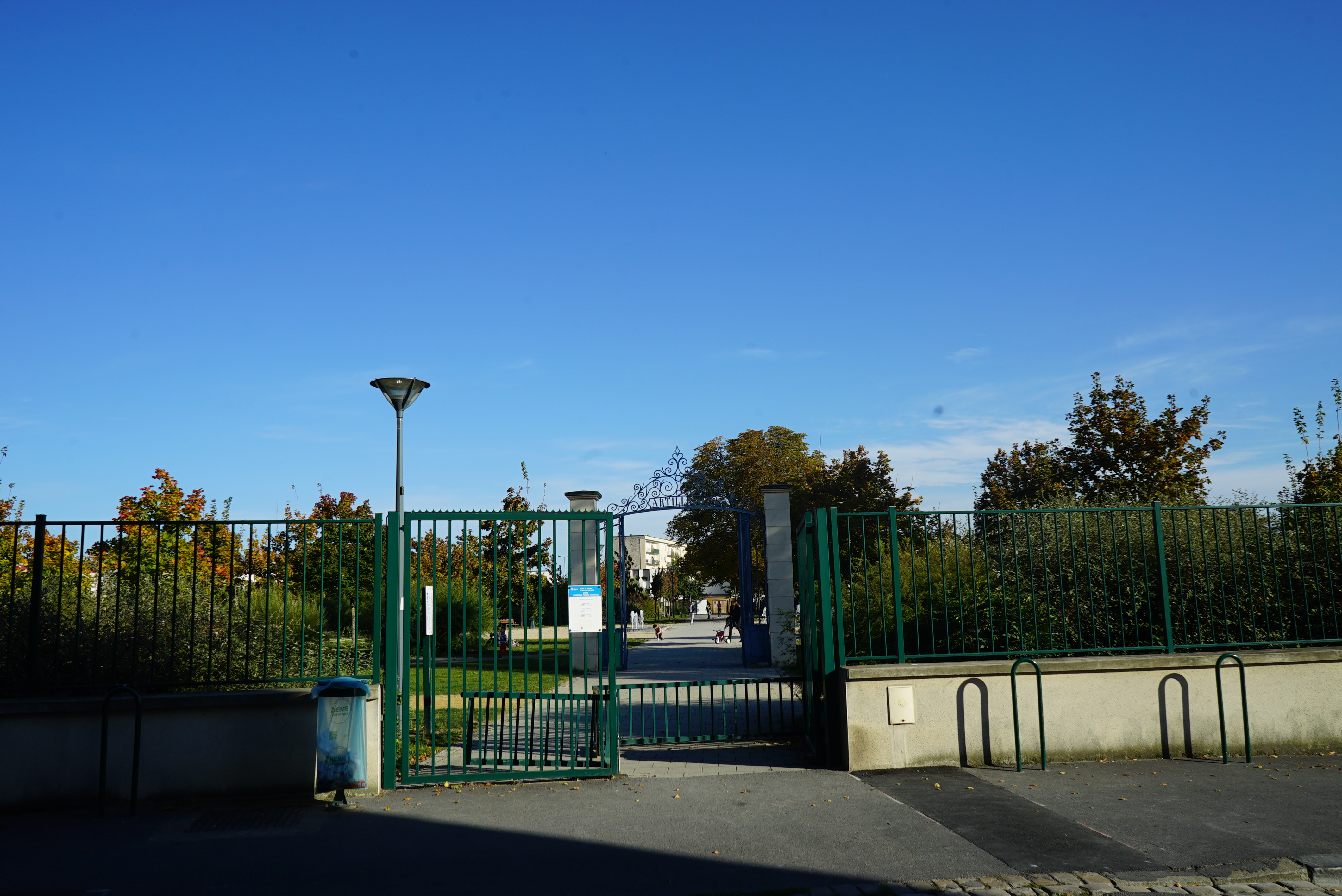
Square Pozzo-di-Borgo avec l'ancienne porte de la caserne Neufchâtel.

## Origine du nom
Elle porte ce nom car elle conduisait au village de Neufchâtel devenu désormais un quartier de Reims.

## Historique
Elle porte déjà ce nom avant 1854 et remplace l'ancienne voie romaine de Durocortorum à Bavay, lors de fouilles la voie montrait une emprise de 46,3 m en comprenant les fossés. Au lieu-dit chemin de Courcy une nécropole romaine a été découverte. La partie la plus basse a changé de nom et est devenue la rue Émile-Zola.

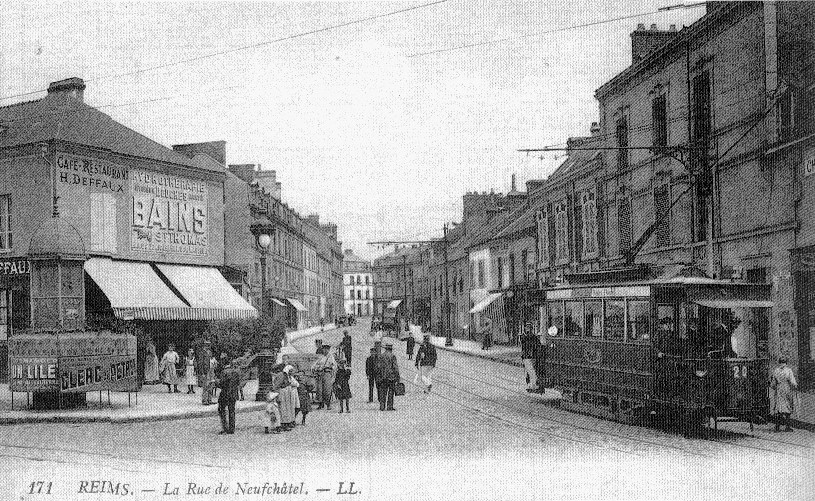
Avec le tram électrique quand la rue prenait naissance avenue de Laon.

## Bâtiments remarquables et lieux de mémoire
- Lycée Gustave-Eiffel de Reims au 24,
- le square Pozzo-di-Borgo.